# Arden (Delaware)
Pour les articles homonymes, voir Arden.
Arden est un village américain situé dans le comté de New Castle, dans l'État du Delaware.

## Histoire
En 1900, le sculpteur Frank Stephens (en) achète 162 acres (66 ha) de terres au nord de Wilmington. Il y fonde un village dont le fonctionnement est basé sur l'impôt unique sur le sol, défendu par Henry George. La propriété est collective : les lots sont loués pendant 99 ans, avec un loyer basé sur la valeur du terrain « sans ses améliorations ». Les villes voisines d'Ardentown et Ardencroft sont par la suite fondées sur le même modèle.

## Démographie
| 1970 | 1980 | 1990 | 2000 | 2010 | - |
| ---- | ---- | ---- | ---- | ---- | - |
| 555  | 516  | 477  | 474  | 439  | - |

Selon le recensement de 2010, Arden compte 439 habitants. La municipalité s'étend sur 0,26 milles carrés (0,67 km2).